# The Sims 2: Cztery pory roku
The Sims 2: Cztery pory roku (ang. The Sims 2: Seasons) – piąty dodatek do gry komputerowej The Sims 2 stworzony przez Maxis i wydany przez Electronic Arts 2 marca 2007 w Polsce. Wprowadza do podstawowej gry zmianę pór roku.

## Opis
Piąte rozszerzenie wprowadza do gry pory roku, pogodę oraz mnóstwo nowych mechanik i aktywności z nimi związanymi. Dodatek dodaje także ogrodnictwo, nowe przedmioty i nowe miasto.

## Pory roku i pogoda
Dodatek wprowadza do gry pory roku. Każda pora będzie mieć swoją unikatową pogodę. Wiosną będzie często padać, oraz będą występować burze. Cała natura zaczyna budzić się do życia. W lato simą będą doskwierać wysokie temperatury. Simowie w tym okresie są narażeni na przegrzanie lub udar. Jesienią zaczynają spadać liście a uprawy są gotowe do zbiorów. W tej porze roku często będzie padał grad, niszczący rośliny. Zimą klasycznie będzie padał śnieg. Simowie narażeni są na zamarznięcie. Każdą porę roku można dostosowywać do otoczenia według własnych preferencji.

## Kwitnące Wzgórza
Dodatek, w przeciwieństwie do swoich poprzedników, nie wprowadza nowego typu otoczenia, lecz dodaje nowe zwyczajne miasteczko jakim są Kwitnące Wzgórza. Otoczenie jest utrzymane w klimatach wsi. Znajduje się w nim wiele stodół i pól a przy domach zazwyczaj można znaleźć ogrody i sady.

## Nowe aktywności
Dodatek dodaje nowe aktywności związane z zmianami pór roku. Wiosną można zasiać w ogródku kwiaty i inne rośliny, które pod koniec roku wydadzą obfite plony, jeżeli tylko otrzymają należytą opiekę. Latem simowie ochładzają się w basenie, korzystając ze zjeżdżalni. Na leżakach zdobywają piękną, brązową opaleniznę, chociaż jeżeli przesadzą z nadmiarem słońca będą borykali się z czerwonymi i bolesnymi oparzeniami skóry, które z czasem, na szczęście ustają. Jesienią sporo czasu zajmie simom grabienie liści i zbieranie owoców z roślin. Zimą pójście na lodowisko okaże się strzałem w dziesiątkę. Simy mogą również lepić bałwany, urządzać bitwy na śnieżki i robić aniołki na śniegu.

## Ogrodnictwo
Do gry zostało wprowadzone ogrodnictwo. Można teraz w trybie budowania zakupić specjalne grządki, na których można hodować warzywa i owoce, oraz drzewka owocowe. O rośliny należy dbać podlewając je, użyźniając, plewiąc i chroniąc przed szkodnikami. W grze można znaleźć szereg nowości pomagających w hodowli roślin. Są to zraszacze, kompostowniki, budki na robaki oraz szklarnie, w których można hodować rośliny całym rokiem. Rośliny na koniec wydadzą plony, z których można przyrządzać soki, lub je sprzedać. Umiejętność ogrodnictwa, tak jak umiejętności, które doszły w trzecim dodatku, są wyświetlane w formie trzypoziomowych rang.

### Klub ogrodników
Do gry zostaje dodany klub ogrodników, do którego można dołączyć. W tedy członkowie klubu przyjdą dokonać inspekcji ogrodu. Jeżeli ogród zostanie wysoko oceniony klub nagradza właściciela pieniężną nagrodą oraz specjalną studnią życzeń.

## Wędkarstwo
Po zainstalowaniu dodatku w każdym stawie można łowić ryby. Umiejętność łowienia, tak jak ogrodnictwo, pojawia się w formie trzypoziomych rang.

## Nowe kariery
Cztery Pory Roku dodają do gry sześć karier zawodowych w następujących dziedzinach: edukacja, prawo, gry komputerowe, muzyka, dziennikarstwo i poszukiwanie przygód.

## Simorośl
W każdym dodatku występuje specjalny rodzaj Sima. W Czterech porach roku jest to Simorośl. Simy zmieniają się w Simorośl jeżeli zbyt często stosują opryski chemiczne do roślin. Stan Simoroślizmu nie jest jednak trwały, twórcy przewidzieli możliwość zakupienia odpowiedniego eliksiru przywracającego zwykłą postać. Simorośl jest bardziej odporna, nie musi korzystać z toalety i może normalnie pracować, a także rozmnażać się bez partnera.

## Przedmioty Tryb budowania

### Tryb budowania

#### Basen
Dodatek wprowadza do gry zaokrąglone rogi basenów, zjeżdżalnie wodne oraz opcje zmiany pokryć ścian i nawierzchni basenów.

#### Ogrodnictwo
Dodatek wprowadza nowe rośliny, grządki, drzewa owocowe oraz szklarnie i urządzenia takie jak spryskiwacze lub specjalne lampy.

#### Inne
Dodatek wprowadza również nowe pokrycia ścian i podług oraz nowe okna, drzwi, dachy i ogrodzenia.

### Tryb kupowania
Dodatek wprowadza do gry wiele nowych przedmiotów związanych z nowymi aktywnościami jak tory wrotkarskie i łyżwiarskie, specjalne urządzenie do zmiany por roku, wyciskacz do owoców, maszynę do gorącej czekolady i elementy wyposażenia ogrodów takie jak leżaki czy grille. Poza tematycznymi przedmiotami wprowadzone zostają klasyczne przedmioty jak szafki, łóżka, krzesła czy dekoracje w stylu wiejskim oraz tropikalnym.

### Tryb stwórz sima
Rozszerzenia dodaje do gry nowe fryzury i ubrania. Największą nowością są nowododane okrycia wierzchnie, które simowie zakładają podczas niskich temperatur.